# Телятово (Брейтовский район)
Телятово — деревня в Брейтовском районе Ярославской области. Входит в Гореловское сельское поселение.
Деревня расположена на северо-западе Ярославской области, на реке Кудаша в 2,5 км от Рыбинского водохранилища и в 7 км к юго-востоку от села Брейтово. Высота центра селения над уровнем моря — 116 м. Ближайшая железнодорожная станция — Шестихино.

## Население
| 2007 | 2010 |
| ---- | ---- |
| 60   | ↘55  |

В деревне в 1859 году проживало 106 человек, 2004 году было 60 постоянных жителей.